# Casola in Lunigiana
Casola in Lunigiana ist eine italienische Gemeinde mit 931 Einwohnern (Stand 31. Dezember 2023) in der Provinz Massa-Carrara in der Region Toskana.

## Geografie

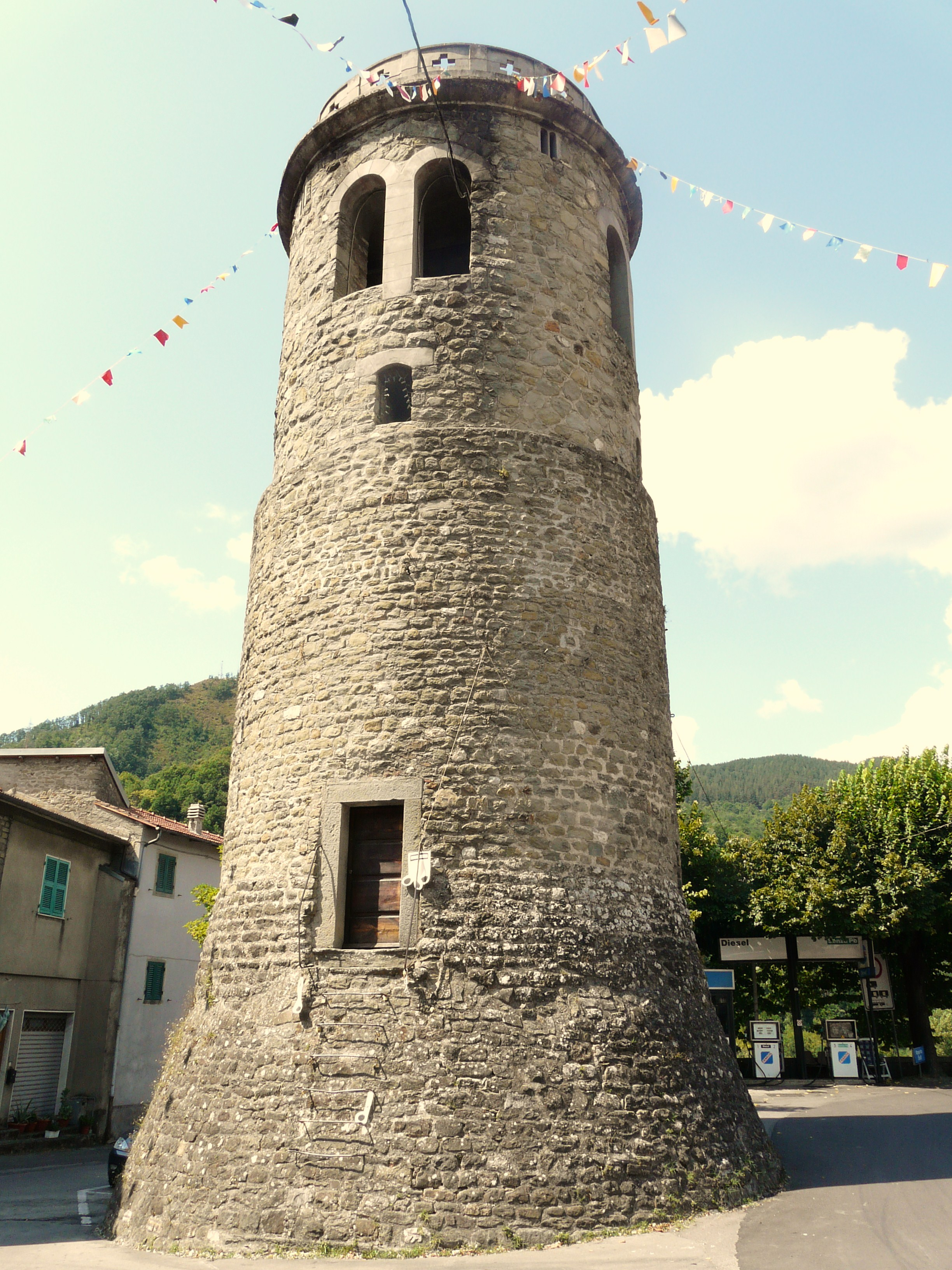
Turm in Casola

Casola in Lunigiana liegt etwa 55 Kilometer nördlich von Pisa. Die Regionalhauptstadt Florenz liegt ungefähr 100 km südöstlich, die Provinzhauptstädte Carrara und Massa liegen rund 20 km entfernt. Der Ort liegt am oberen Flusslauf des Flusses Aulella.

## Beschreibung
Casola wurde im 15. Jahrhundert um ein Schloss gebaut, das heute nur noch aus einem Turm besteht, der den Rest der Anlage darstellt. Das Dorf ist eingebettet in Edelkastanienwälder, an den Südhängen Weinberge und Olivenhaine.